# David Jacobs (prezenter)
David Jacobs (ur. 19 maja 1926, zm. 2 września 2013) – brytyjski aktor i prezenter telewizyjny.

## Filmografia
Seriale
- 1950: Little Women jako Laurie
- 1973: Cudowny dzieciak jako Reporter TV

Film
- 1957: A Santa for Christmas
- 1963: Towers Open Fire